# Gréville-Hague
Gréville-Hague ist eine Ortschaft und eine ehemalige französische Gemeinde mit 649 Einwohnern (Stand: 1. Januar 2022) im Département Manche in der Region Normandie. Sie gehörte zum Arrondissement Cherbourg und zum Kanton La Hague.
Mit Wirkung vom 1. Januar 2017 wurde die bisherige Gemeinde Gréville-Hague mit den übrigen 18 Gemeinden der ehemaligen Communauté de communes de la Hague zu einer Commune nouvelle mit dem Namen La Hague zusammengeschlossen und verfügt in der neuen Gemeinde über den Status einer Commune déléguée. Der Verwaltungssitz befindet sich im Ort Beaumont-Hague.

## Geografie
Gréville-Hague liegt auf der Halbinsel Cotentin, in der Landschaft La Hague. Die ältesten Gesteine Frankreichs kommen zum Aufschluss.
Angrenzende Gemeinden waren:
- Éculleville
- Urville-Nacqueville
- Branville-Hague
- Beaumont-Hague

Die Gemeinde Gréville war von zwei Tälern begrenzt, und zwar dem Sabine-Tal im Westen, und dem Hubiland-Tal im Osten. Die steilen 30 bis 70 m hohen Felsen Castel-Vendon im Weiler Landemer trennen landschaftlich La Hague vom Cherbourger Vorort, das sich zur Bucht von Urville-Nacqueville öffnet.
Die Landschaft besteht aus einer wilden unter Naturschutz stehenden Küste, die eine Heide bildet, und aus einer Bocage-Landschaft (d. h. Heckenlandschaft). Die Tunnel von Castel Vendon beherbergen eine bedeutende Kolonie von Fledermäusen.

## Toponymie
Gréville leitet sich aus der französischen Endung -ville und aus dem germanischen Namen Gairo ab.

## Geschichte
1905 wurde eine Milchgenossenschaft gegründet. 1962 schließt sie sich mit anderen Milchgenossenschaften zusammen, dadurch entsteht die Kooperative Maîtres laitiers du Cotentin. Das Butter wurde zunächst Beurre de la Hague benannt. Aufgrund der Nähe der Wiederaufbereitungsanlage La Hague, die sich eines schlechten Rufes erfreut, wurde das Butter Beurre du Val de Saire umbenannt. Heute ist die Molkerei geschlossen.

## Sehenswürdigkeiten

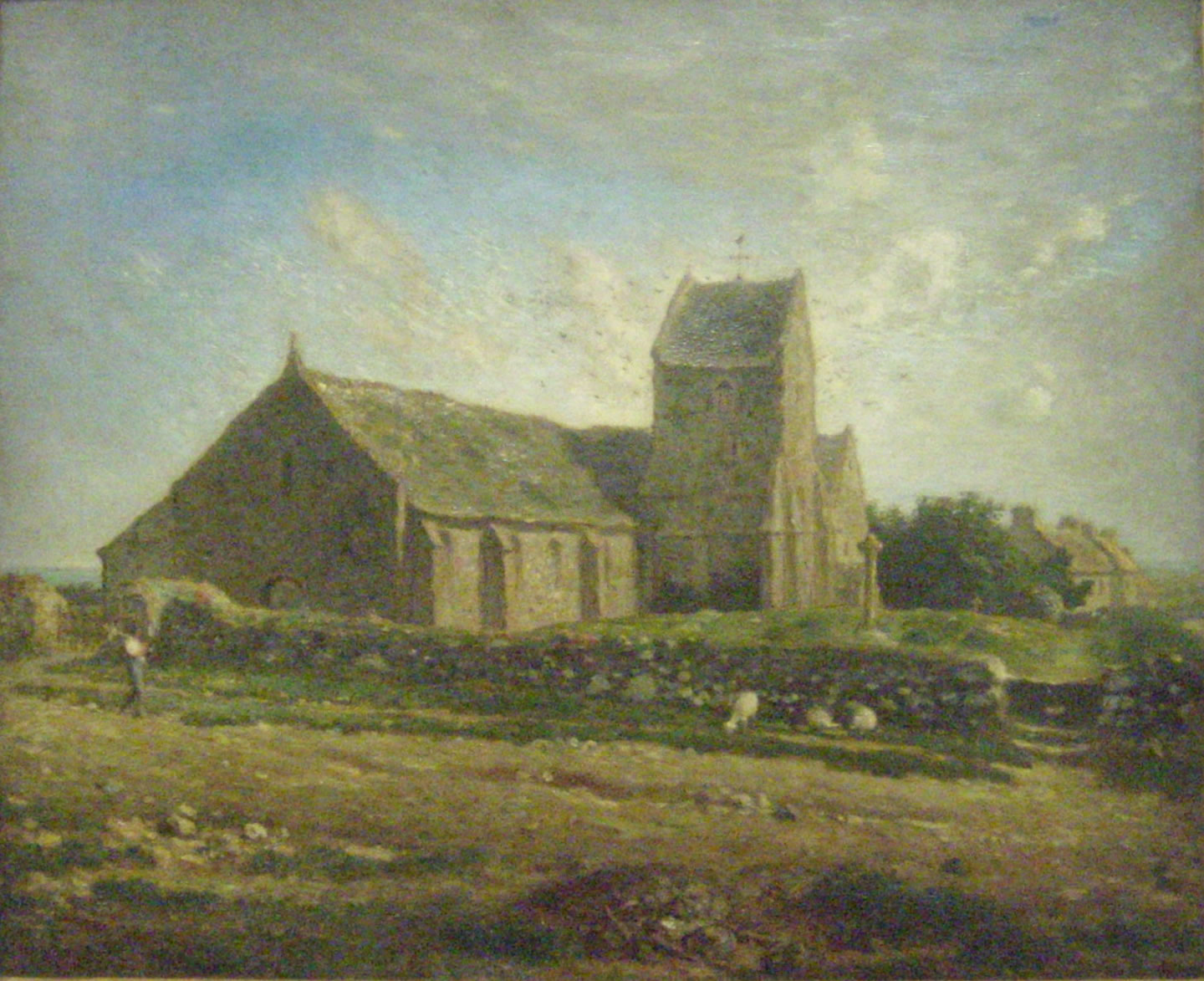
Die Gréviller Kirche von Jean-François Millet gemalt.

### Kirche Sainte-Colombe
Die Kirche Sainte-Colombe steht unter Denkmalschutz. Das alte Gebäude bestand aus einem von einem Seitenschiff flankierten Hauptkirchenschiff. Die Arkaden des Kirchenschiffes und der Chor werden von viereckigen Säulen getragen. Diese sind sehr interessant, insofern als es sich um eine sehr seltene Art von Säulen handelt. 1774 wurde das Kirchenschiff um ein Joch, wo sich das Taufbecken jetzt befindet, erweitert. Zu dieser Zeit wurde das Kirchenschiff von einem Kreuzrippengewölbe bedeckt. Der Kirchturm wurde 1554 gebaut.

### Le Castel Vendon

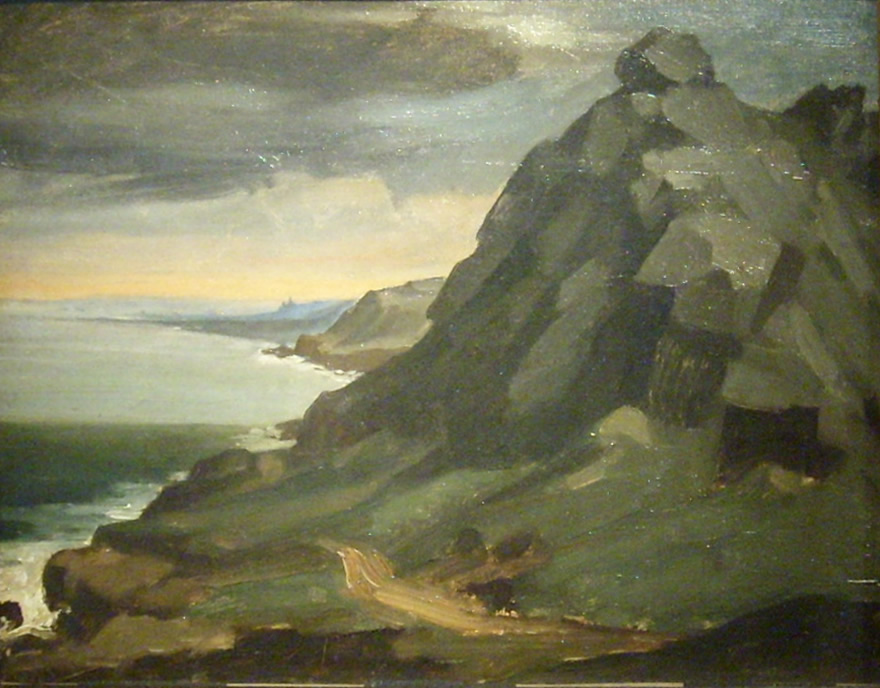
Castel Vendon Felsen, von Jean-François Millet.

Die von Jean-François Millet gemalten Felsen waren bis 2009 ein Militärgelände. Sie waren Bestandteil der von den Deutschen im Zweiten Weltkrieg gebauten Festung von Cherbourg.

### Geburtshaus von Jean-François Millet
Das Geburtshaus von Jean-François Millet wurde renoviert, und in ein Museum umgewandelt. Dort geht es um die Jugend und die Bildung des bedeutenden Malers am Anfang des 19. Jahrhunderts.

### La maison du puits (das Brunnenhaus)

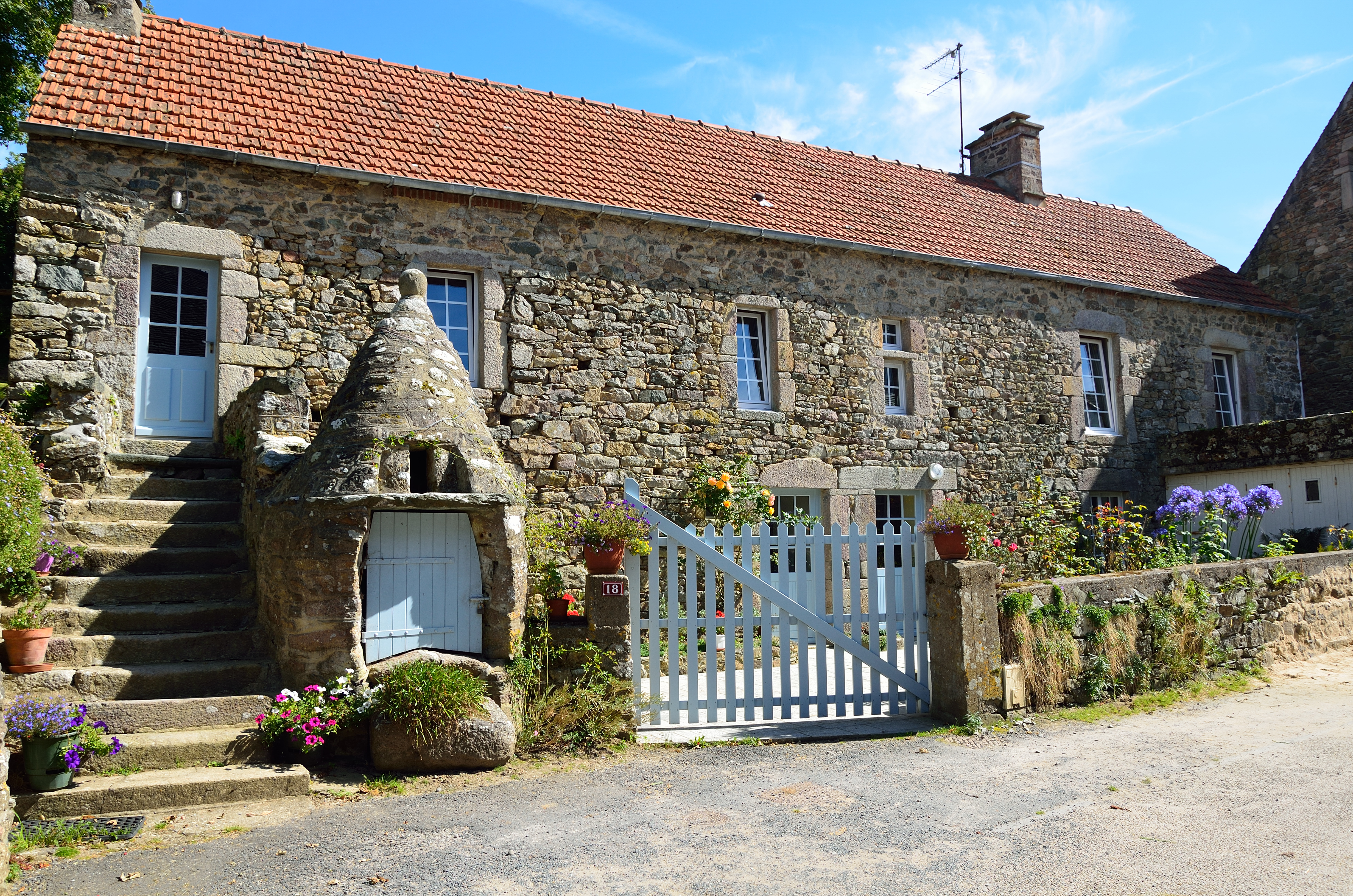
Das Brunnenhaus.

Das im Weiler Gruchy gebaute Brunnenhaus wurde, gemeinsam mit den Stufen draußen und mit dem bedeckten Brunnen aufgrund dessen Abbildung in mehreren Gemälden Millets 1993 in die Liste der historischen Denkmäler aufgenommen.

## Persönlichkeiten
- Jean-François Millet (1814–1875), Maler, der im hameau de Gruchy (Weiler Gruchy) geboren ist. Vor der Kirche, die er gemalt hat, steht seine Statue. Er hat viele Landschaften von Gréville gemalt (Weiler Gruchy, Castel Vendon, Weiler Cousin…).
- Jean Fleury (1816–1894) (in Gréville gestorben), er hat sich die Legenden von Gréville erzählen lassen, und auf dem Papier festgeschrieben: Sainte Colombe, der Goblin vom Ferrand-Tal le goubelin du Val-Ferrand und die Fräulein von Gruchy demoiselle de Gruchy. Seine Tochter (1842–1902) schreibt unter dem Pseudonym Henry Gréville.
- Jean-Baptiste Millet (1830–1906), Maler, Holzstecher und Bildhauer